# Bihastina eurychora
Bihastina eurychora es una especie de polilla perteneciente a la familia Geometridae, descrita por primera vez por Louis Beethoven Prout en 1928 con distribución endémica en Samoa. La localidad tipo de la especie es la reserva natural Malololelei en la isla de Upolu.